# Кронсмор
Кронсмор (њем. Kronsmoor) општина је у њемачкој савезној држави Шлезвиг-Холштајн. Једно је од 112 општинских средишта округа Штајнбург. Према процјени из 2010. у општини је живјело 191 становника. Посједује регионалну шифру (AGS) 1061058.

## Географски и демографски подаци
Кронсмор се налази у савезној држави Шлезвиг-Холштајн у округу Штајнбург. Општина се налази на надморској висини од 5 метара. Површина општине износи 6,0 km². У самом мјесту је, према процјени из 2010. године, живјело 191 становника. Просјечна густина становништва износи 32 становника/km².